# Canada Open 1981
Il Canada Open 1981 è stato un torneo di tennis giocato sul cemento.
È stata la 91ª edizione del Canada Open, che fa parte del Volvo Grand Prix 1981 e del WTA Tour 1981. 
Il torneo maschile si è giocato al Uniprix Stadium di Montréal in Canada dal 10 al 16 agosto 1981, 
quello femminile al Rexall Centre di Toronto in Canada dal 17 al 23 agosto 1981.

## Campioni

### Singolare maschile
Ivan Lendl ha battuto in finale  Eliot Teltscher con il punteggio di 6–3, 6–2.

### Singolare femminile
Tracy Austin ha battuto in finale  Chris Evert con il punteggio di 6–1, 6–4.

### Doppio maschile
Raúl Ramírez /  Ferdi Taygan hanno battuto in finale  Peter Fleming /  John McEnroe con il punteggio di 2–6, 7–6, 6–4.

### Doppio femminile
Martina Navrátilová /  Pam Shriver hanno battuto in finale  Candy Reynolds /  Anne Smith con il punteggio di 7–6, 7–6.